# Cá vàng Lan thọ

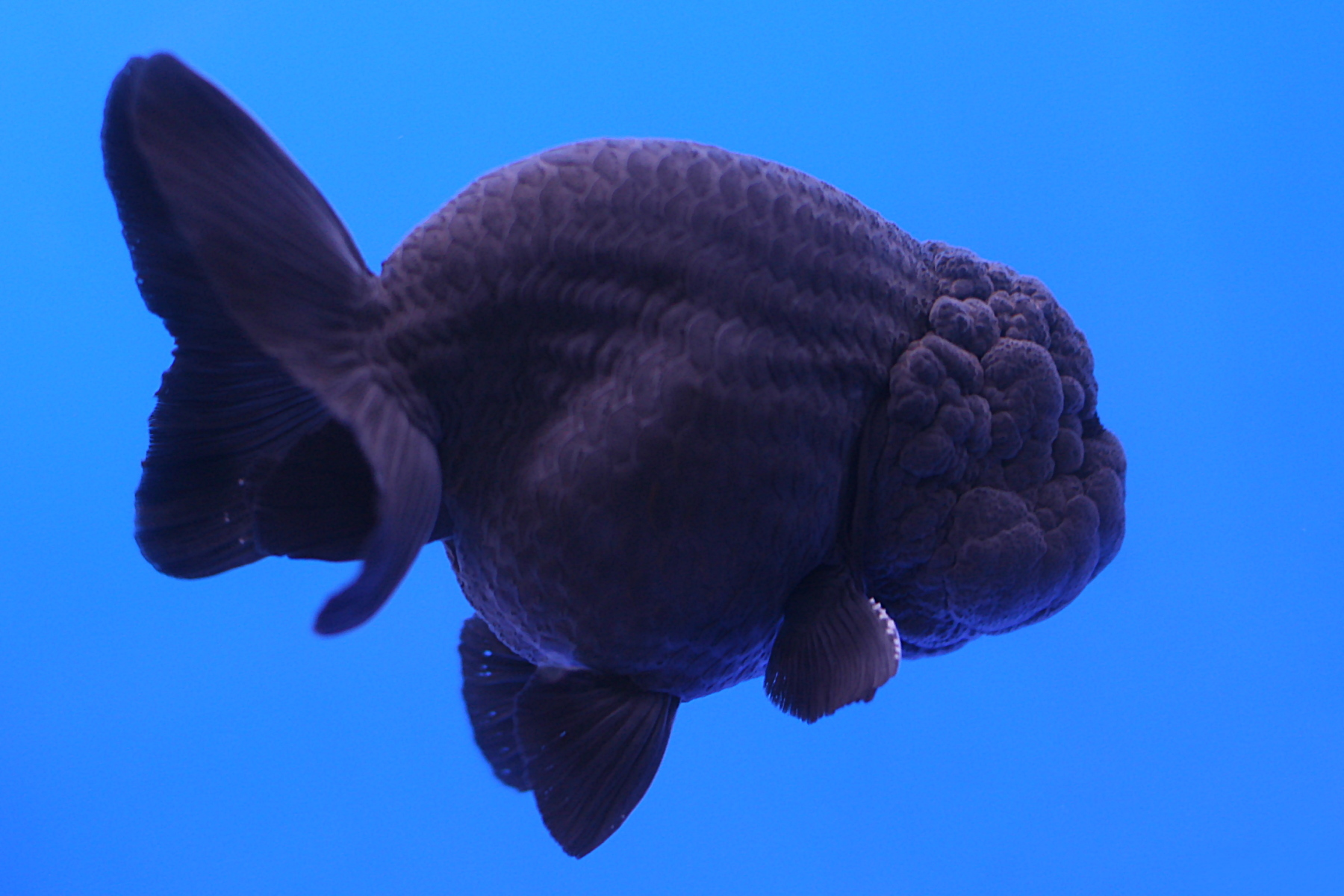
Lan thọ đen

Cá vàng Lan thọ hay còn gọi là cá vàng Ranchu (Tên khác: Buffalo Head Goldfish) là một giống cá vàng có nguồn gốc từ Nhật Bản. Với người Nhật, giống cá này được xem như là "Vua của loài cá vàng" do vẻ đẹp ấn tượng hiếm có của nó. Chúng cũng được nhiều người ưa chuộng ở Việt Nam.
Là kết quả của việc nhân giống chéo từ giống cá đầu sư tử của Trung Quốc (cá vàng sư tử), cá vàng Ranchu không có vây và có rất nhiều màu sắc khác nhau. Ranchu rất thích hợp với hồ ngoài trời và gây ấn tượng khi quan sát từ trên xuống. Người Nhật đánh giá cá vàng ranchu bằng cách quan sát từ trên xuống. 

## Đặc điểm
Kích thước cực đại của cá từ 25–35 cm, Ranchu có thể lớn đến 20–25 cm mặc dù kích thước cá trưởng thành 12–15 cm là phổ biến. Nhìn chung, đầu, thân và đuôi chúng có sự cân xứng, điểm đối xứng nằm ở trung tâm con cá. Vây ngực và vây bụng ngắn và tròn tương ứng với đuôi.

### Màu sắc
xxxx300px|nhỏ|phải|Lan thọ đốm]]

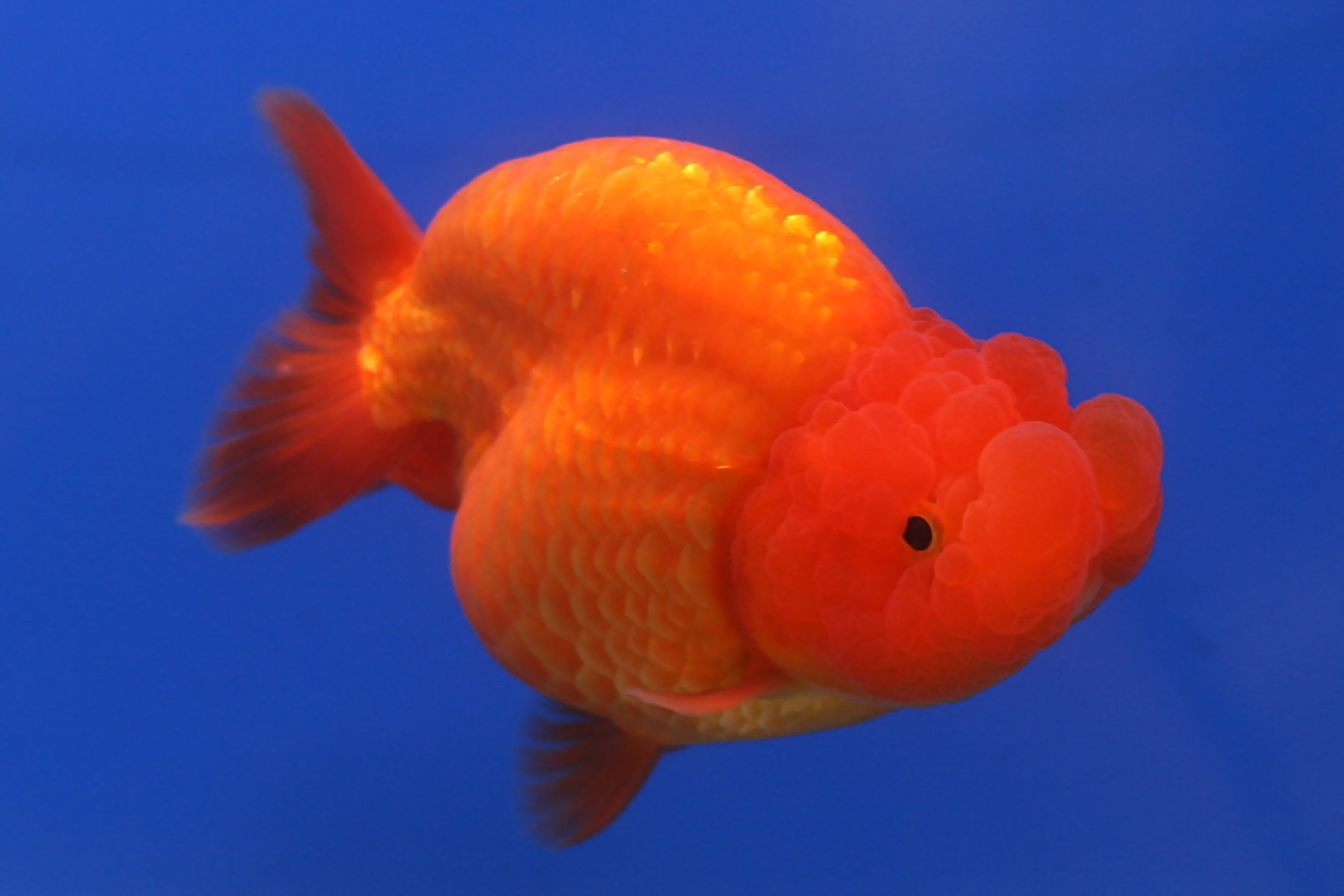

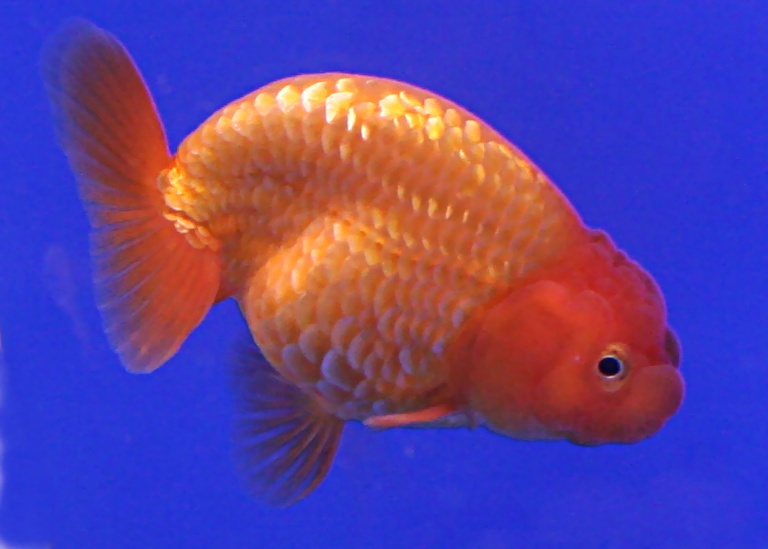
Lan thọ vàng

Chúng nhanh nhẹn và có màu sắc tươi sáng. Toàn bộ cơ thể và đuôi của Ranchu đỏ đậm hoặc có màu đỏ hơi vàng cam. Ngoài ra có thể có dạng kết hợp giữa màu đỏ và trắng, hoặc kết hợp giữa trắng và đỏ hơi vàng cam. Một vài con Ranchu có vẩy màu đỏ với viền trắng, trong khi những cá thể khác hoàn toàn trắng. Cũng có Ranchu dạng đốm, ở Nhật, chúng được gọi là Edonishiki. Có hai loại vảy là ánh kim và bán kim. Vảy ánh kim gồm cam, đỏ-trắng, đen, xanh dương, đồng thau và trắng. Vảy bán kim gồm nhị sắc, tam sắc và vải hoa (có hay không có các đốm).

### Phần đầu
Khi nhìn xuống, đầu cá phải càng vuông vức càng tốt. Đầu nên có dạng chữ nhật với khoảng cách giữa hai mắt dài. Mắt của Ranchu nhỏ và chúng phải nằm đúng vị trí, không quá cao cũng như không quá nằm ra đằng sau. Điểm đặc trưng của giống cá này đó là các bướu nhỏ nổi lên một cách đều đặn trên đầu, mặt và nắp mang. Bướu trên đầu ranchu là một trong những đặc điểm chính và có thể chia thành ba vùng: đỉnh đầu, mặt và nắp mang. Bướu trên cả ba vùng phải phát triển đều và cân xứng. 

### Phân thân
Ngoài đầu bướu, ranchu còn có phần lưng độc đáo. Lưng cá ranchu hơi cong ở phần trước gốc đuôi rồi đột ngột cụp vào ở gốc đuôi. Lưng rộng và không có vây lưng. Cá Ranchu giống với Lionhead, nhưng phần cuối lưng của Lionhead cong hơn Ranchu, lưng phải cong mềm mại và làm thành một góc nhọn với đuôi, Cá ranchu có thân ngắn, tròn và không có vây lưng. Độ rộng thân từ 5/8 đến 3/4 chiều dài thân. Sống lưng hơi cong và đột ngột quặp xuống ở gốc đuôi. Khi quan sát từ bên trên, sống lưng và gốc đuôi phải thật to và gốc đuôi không nên quá dài. 

### Phần đuôi
Một đặc điểm nữa phân biệt giữa Ranchu và Lionhead là vây đuôi, vây Ranchu nở rộng hơn với thùy đuôi nằm thấp hơn, đôi khi gần với phương nằm ngang. Đuôi phải cân xứng với mình, đuôi mở rộng ra. Ranchu có thể có 3 đuôi, 4 đuôi hoặc đuôi dạng hoa anh đào (cherry blossom-tail).
Nếu đuôi là dạng đuôi kép thì các phần đuôi phải tách biệt trên 25%, bằng không phải hoàn toàn dính liền. Chiều dài đuôi bằng 1/4 đến 3/8 chiều dài thân, các thùy đuôi phải tròn và hơi nhô. Vây hậu môn có hai thùy, hình dạng tương ứng với đuôi, vây ngực và vây bụng. Có độ cong tại điểm nối giữa gốc đuôi và đuôi. Gốc đuôi rất to để hỗ trợ lưng và đuôi. Gốc đuôi rất to là đặc điểm độc đáo của Ranchu.

## Tập tính
Ranchu có thể được nuôi ở hồ ngoài trời hoặc trong nhà, miễn là chúng có đủ không gian sống (khoảng 110l nước/con), chúng bài tiết rất nhiều, vì thế với những bể nuôi nhỏ nước sẽ rất mau dơ thậm chí khi có một máy lọc mạnh. Sự trao đổi chất của Ranchu phụ thuộc vào nhiệt độ nước. Cá sống tốt trong khoảng 18-23 °C. Ranchu có thể chịu được sự chiếu sáng cao. Điều kiện nước nên duy trì pH 6,5-7,5 và dH 4-20.
Tuổi thọ chúng trên 20 năm. Quá ít không gian cũng có thể ngăn cản sự phát triển của Ranchu. Hồ nuôi Ranchu có thể thiết kế với sỏi và gỗ, cây thủy sinh hoặc rễ cây. Tầng sống của chúng ở mọi tầng nước. Lượng thức ăn nên thay đổi tùy theo điều kiện nhiệt độ trong mùa. Cá ăn hầu như tất cả mọi thứ, nên cung cấp cho Ranchu một khẩu phần ăn đa dạng nhằm đảm bảo cá được nhận đầy đủ dưỡng chất. Có thể kết hợp thức ăn khô dạng viên hoặc miếng với thức ăn tươi hoặc đông lạnh. Ngoài ra có thể bổ sung thêm rau xanh như dưa leo, rau diếp và zucchini (một loại bí xanh quả nhỏ). 